# Internazionali Femminili di Palermo 1994
Gli Internazionali Femminili di Palermo 1994 sono stati un torneo femminile di tennis giocato sulla terra rossa.
È la 7ª edizione degli Internazionali Femminili di Palermo, che fa parte della categoria Tier IV nell'ambito del WTA Tour 1994. Si è giocato a Palermo in Italia, dal 4 al 10 luglio 1994.

## Campionesse

### Singolare
Irina Spîrlea ha battuto in finale  Brenda Schultz con il punteggio di 6–4, 1–6, 7–6

### Doppio
Ruxandra Dragomir /  Laura Garrone hanno battuto in finale  Alice Canepa /  Giulia Casoni con il punteggio di 6–1, 6–0